# 동방불패 2: 풍운재기
동방불패 2: 풍운재기(중국어: 東方不敗之風雲再起, 영어: The East Is Red, alias: Swordsman III)는 1993년 개봉한 홍콩의 무협영화이다. 제작자는 서극이며, 감독은 정소동, 이혜민이고, 주연은 임청하, 왕조현, 우영광이다.

## 내용
이 영화는 소오강호 연속편 3편에 해당하는 작품으로, 전작인 동방불패의 흥행으로 만들어진 속편이다.

## 줄거리
전작에서 동방불패가 죽은 것으로 알려진 후, 강호는 혼란에 빠지고, 그를 사칭하는 자들이 나타나 세력을 키우며 권력 다툼을 벌인다. 동방불패의 연인 중 한 명이었던 설천심은 동방불패를 사칭하며 일월신교를 재건한다. 한편, 명나라 조정은 구창풍 제독을 보내 스페인과 함께 동방불패가 죽었던 흑목애 근처에서 침몰한 네덜란드 전함 잔해를 찾게 한다. 구창풍은 흑목애에서 노파로 변장한 채 살아있는 동방불패를 발견하고, 그를 설득해 다시 강호에 복귀시킨다.
분노한 동방불패는 자신을 사칭한 자들을 처단하며 피바람을 일으킨다. 그는 설천심이 자신을 사칭한 사실을 알고 분노하여 그녀에게 큰 부상을 입힌다. 권력욕에 사로잡힌 동방불패는 강호를 통일하고 중국을 지배하려는 야망을 다시 불태운다. 구창풍은 동방불패가 통제불능 상태가 된 것을 깨닫고 명나라 해군을 이끌고 동방불패와 그의 스페인 및 일본 동맹군에 맞선다. 해전 끝에 모든 전함이 파괴되고, 구창풍을 죽인 동방불패가 승리한다. 하지만 이 과정에서 설천심은 목숨을 잃는다. 동방불패는 자신의 잘못을 깨닫고 죽은 연인을 안으며 다시 강호에서 은퇴한다.

## 배역
- 동방불패 역 : 임청하
- 설천심    역 : 왕조현
- 고장풍　 역 : 우영광

## 성우진

### KBS (1996년 2월 20일)
- 권희덕 - 동방불패(임청하)
- 이현선 - 설천심(왕조현)
- 홍시호 - 고장풍(우영광)
- 안종국
- 한상덕
- 조동희
- 신흥철
- 장승길
- 최병상
- 박상훈
- 신상숙
- 문선희

### MBC (2002년 12월 28일)
- 박선영 - 동방불패(임청하)
- 박영희 - 설천심(왕조현)
- 박지훈 - 고장풍(우영광)
- 이종혁 - 전게운(이가정)
- 최한 - 한청(고웅)
- 표영재 - 능풍
- 황윤걸 - 골리도 장군
- 김호성 - 무운내장
- 이상훈
- 방성준
- 정재헌
- 이원찬
- 조현정
- 박신희

## 같이 보기
- 소오강호
- 동방불패